# Varulvsnätter
Varulvsnätter (originaltitel: Loups-Garous) är en fransk äventyrs- och komedifilm från 2024. Filmen är regisserad av François Uzan efter ett manus skrivet av Hervé Marly och Philippe des Pallières. Filmen hade premiär på Netflix den 23 oktober 2024.

## Handling
Filmen kretsar kring en familj som hittar ett mystiskt spel och förflyttar till medeltiden där de varje natt måste bekämpa varulvar.

## Rollista (i urval)
- Franck Dubosc - Jérôme
- Jean Reno - Gilbert
- Jonathan Lambert - Childéric
- Suzanne Clément - Marie
- Grégory Fitoussi - kaptenen
- Liso Do Couto Teixeira - Clara
- Klez Brandar - misstänksam man
- Alizee Caugnies - Louise
- Raphael Romand - Théo